# Stiphrolamyra
Stiphrolamyra är ett släkte av tvåvingar. Stiphrolamyra ingår i familjen rovflugor.

## Arter inomStiphrolamyra[1]
- Stiphrolamyra albibarbis
- Stiphrolamyra angularis
- Stiphrolamyra annae
- Stiphrolamyra bipunctata
- Stiphrolamyra comans
- Stiphrolamyra diaxantha
- Stiphrolamyra hermanni
- Stiphrolamyra rubicunda
- Stiphrolamyra schoemani
- Stiphrolamyra sinaitica
- Stiphrolamyra vincenti
- Stiphrolamyra vitai